# Lactalis
Lactalis — французька багатонаціональна молочна корпорація, що належить родині Бесньє та розташована в Лавалі, Майєн, Франція. Попередня назва компанії була Besnier SA.
Lactalis є найбільшою компанією молочних продуктів у світі та другою за величиною компанією продуктів харчування у Франції після Danone. Вона володіє брендами Parmalat, Président, Siggi's Dairy, Skånemejerier, Rachel's Organic і Stonyfield Farm.

## Історія

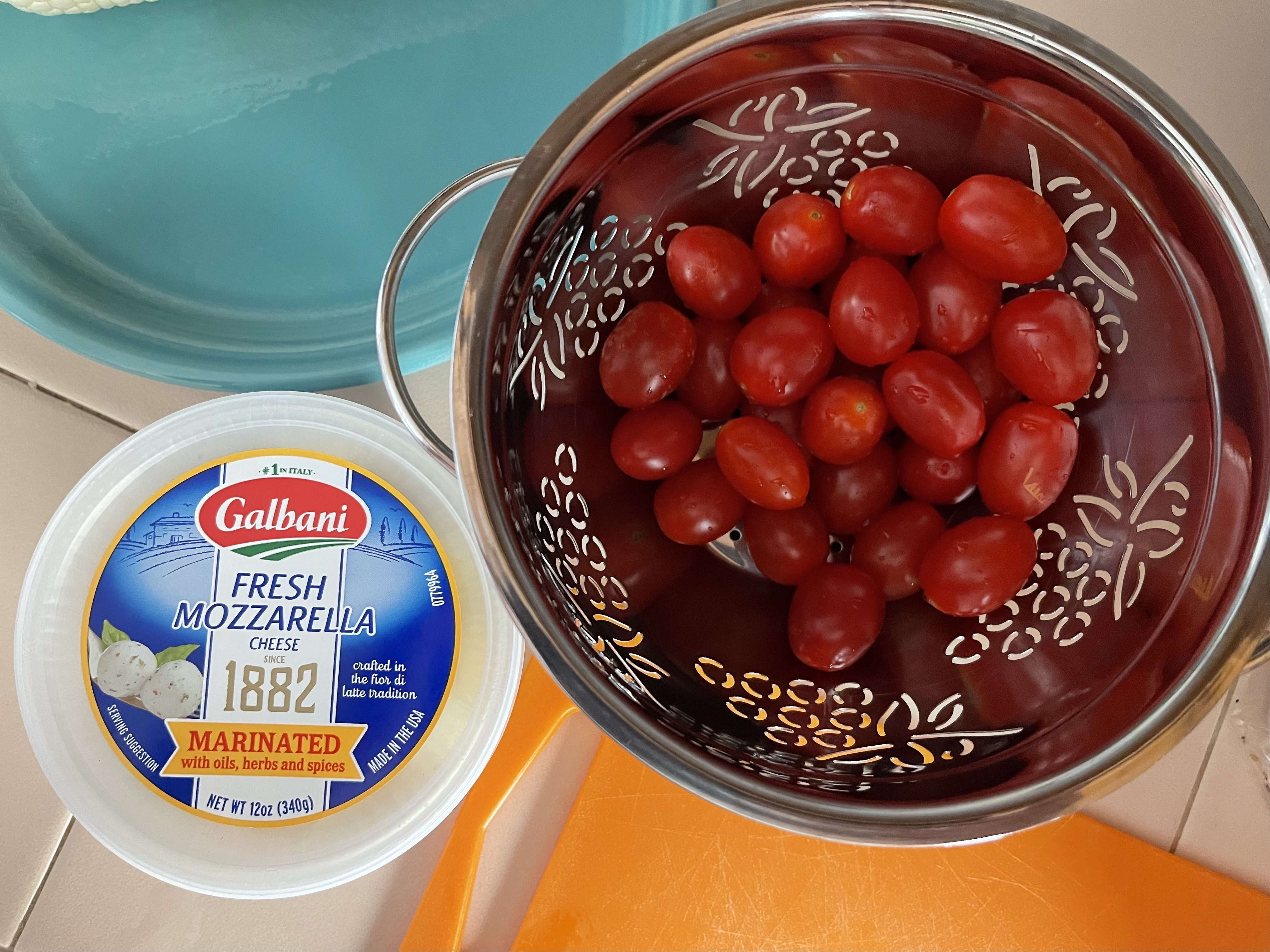
Моцарелла Гальбані з помідорами черрі.

У 1933 році Андре Бесньє заснував невелику компанію з виробництва сиру, а в 1968 році запустив бренд камамбера Président . У 1990 році вона придбала Group Bridel (2300 співробітників, 10 заводів, четверта за величиною французька молочна група), яка представлена в 60 країнах. У 1992 році вона придбала американську сирну компанію Sorrento. У 1999 році la société Besnier стала групою Lactalis, що належить бельгійській холдинговій компанії BSA International SA. У 2006 році вони купили італійську групу Galbani, а в 2008 році купили швейцарського сировара Baer. Вони купили італійську групу Parmalat у 2011 році за 2,5 мільярда євро після її банкрутства і з тих пір прагнули вивести її з біржі. У 2013 році бренди Sorrento і Precious в США були перейменовані в Galbani, а підрозділ Sorrento Lactalis перейменовано в Lactalis American Group.
У 2007 році Французький національний інститут найменувань походження, який керує позначеннями AOC ( L'appellation d'origine contrôlée ) для французьких харчових продуктів, відмовився дозволити Lactalis і молочному кооперативу Isigny-Sainte-Mère продавати пастеризований камамбер як «справжній камамбер». Станом на 2007 рік ці дві компанії представляли від 80% до 90% продажів нормандського камамбера. У 2018 році INAO оголосила, що пом’якшить обмеження та створить нове позначення, яке включить пастеризований камамбер у 2021 році.
Lactilis придбала південношведську молочну компанію Skånemejerier у лютому 2012 року.
У травні 2015 року Lactalis придбала 80% акцій турецької молочної компанії Ak Gida, дочірньої компанії Yildiz Holding.
У липні 2017 року було оголошено, що Groupe Danone погодилася продати свою дочірню компанію Stonyfield Farm компанії Lactalis за 875 мільйонів доларів , щоб уникнути антимонопольних позовів і розчистити шлях для придбання Danone американського виробника органічної їжі WhiteWave Foods.
У грудні 2017 року Lactalis оголосив про придбання молочної компанії Itambé.
У січні 2018 року Lactalis оголосила, що домовилася придбати компанію Siggi's Dairy, що виробляє скайр, яка й надалі працюватиме незалежно.
У жовтні 2018 року Lactalis оголосила про придбання бізнес-підрозділу охолоджених молочних продуктів Nestlé Malaysia приблизно за 40 доларів США. мільйон.
Індійська дочірня компанія Lactalis Tirumala Milk Products заявила, що придбає молочний бізнес Prabhat за 17 мільярдів рупій. Це буде третє придбання Lactalis в Індії.
15 вересня 2020 року Groupe Lactalis оголосила про угоду про придбання виробництва натуральних сирів Kraft Heinz у Північній Америці та за кордоном за 3,2 дол. мільярд. Міністерство юстиції постановило, що Lactalis має відмовитися від сирних брендів Athenos і Polly-O.

## Операції
Належить бельгійській холдинговій компанії BSA International SA, яка контролюється сім’єю Бесньє, яка заснувала Lactalis, у 2015 році Lactalis мала світовий дохід у розмірі 16,5 мільярд євро. Lactalis налічує 75 000 співробітників по всьому світу на 237 виробничих підприємствах у 43 країнах. Штаб-квартира Lactalis American Group, Inc. розташована в Буффало, Нью-Йорк .

## Скандали
У серпні 2016 року фермери заблокували штаб-квартиру компанії у місті Лаваль, протестуючи проти фіксації цін.
У січні 2018 року компанії довелося вилучити 12 мільйонів коробок дитячих сумішей через зараження сальмонелою. Їх звинуватили в спробі приховати первинне виявлення забруднення, що призвело до кризи.
У 2020 році було висунуто звинувачення, що 38 виробничих заводів Lactalis у Франції порушили екологічні норми, і робили це протягом кількох років. Lactalis заявив, що інвестував 60 мільйонів євро на покращення очисних споруд.
Під час російського вторгнення в Україну у 2022 році Lactalis відмовилися піти з російського ринку.

## Бренди
Група працює у восьми підрозділах:
- Сири Лакталіс з Президентом – Руї • Лепетит • Bridélight • Галбані • Ронделе • Маленькі друзі Мюнстера
- Масло та креми Lactalis з президентом – Bridélice • Bridélight • первоцвіт
- Lactel with Awakening – День за днем • Ранкове світло
- Лакталіс АОС з Почат – Істара • Beulet • Салакіс • Lanquetot • Рокфор Сосьете • Золотий м'яч • Лу Перак • Рубін • Раген • Кам'яний міст
- Споживання Lactalis AFH з Президентом – Суспільство • Bridel • Локателлі
- Промисловість Lactalis з BBA – Calciane • Пролакта
- Tendriade Телятина з Tendriade – Eurovo • Voréal
- Lactalis International з президентом – Сорренто • Вальбрезо • Галбані • Сорренто • Локателлі • Інверніцці
- LNUF з The Milkmaid – Yoco • Фленбі • Свелтессе • Відень • Грецький йогурт • Кремля • BA • Складіть

Lactalis володіє 198 промисловими підприємствами в 55 країнах, включаючи США, Румунію, Польщу, Італію, Росію, Україну, Іспанію, Саудівську Аравію, Єгипет, Ірландію, Португалію, Швейцарію, Хорватію, Чехію, Грузію, Великобританію., Австралія та станом на 2011 рік, Канада та Південна Африка. Lactalis виробляє переважно йогурт, масло, сир, сухе молоко, дитячі суміші та молочні напої.

## Дивіться також
- Список сироварів
- Список компаній Франції

## зовнішні посилання
- Офіційний сайт